# Patrozinienforschung
Die Patrozinienforschung oder Patrozinienkunde ist ein Forschungszweig der Geschichtswissenschaft. Sie befasst sich mit (Kirchen-)Patrozinien, d. h. der Unterstellung von Kirchen unter das Patronat eines Heiligen. Die Patrozinienforschung geht davon aus, dass sich bei der Verteilung von Patrozinien in einem Territorium „Ordnungsprinzipien“ aufzeigen lassen, und klassifiziert die Patrozinien nach verschiedenen Merkmalen (vor allem chronologisch), um sie als historische Hilfsquellen nutzen zu können.
Besonders die ältere Forschung nahm an, dass eine solche Zuordnung sehr konstant sei und daher Rückschlüsse auf Kirchengründungen in der Zeit der frühmittelalterlichen Mission ermögliche. Die Quellenlage zu diesem Thema ist schlecht, so dass Patrozinien ergänzende Informationen liefern könnten.

## Fragestellungen
Die Patrozinienforschung verfolgt hauptsächlich drei Fragestellungen:
- Ausprägungen verschiedener Heiligenkulte im Lauf der Zeit;
- Kirchenpatrozinien als Informationsquelle zu frühmittelalterlicher christlicher Mission und Kirchenorganisation;
- Kirchenpatrozinien als rechtsgeschichtliche Quellen, die Rückschlüsse auf Besitzverhältnisse ermöglichen.

Das Spektrum der Deutungen lässt sich anhand des häufigen Nikolauspatroziniums aufzeigen. Karl Heinrich von Lang vermutete bei Nikolauskirchen byzantinischen Einfluss, Gustav Bossert brachte diesen Kirchenpatron in Verbindung mit der cluniaszensischen Reform, und Karlheinz Blaschke sieht in der Zunahme der Nikolauskirchen im 11. Jahrhundert einen Reflex des aufblühenden Fernhandels.

## Forschungsgeschichte

### Anfänge

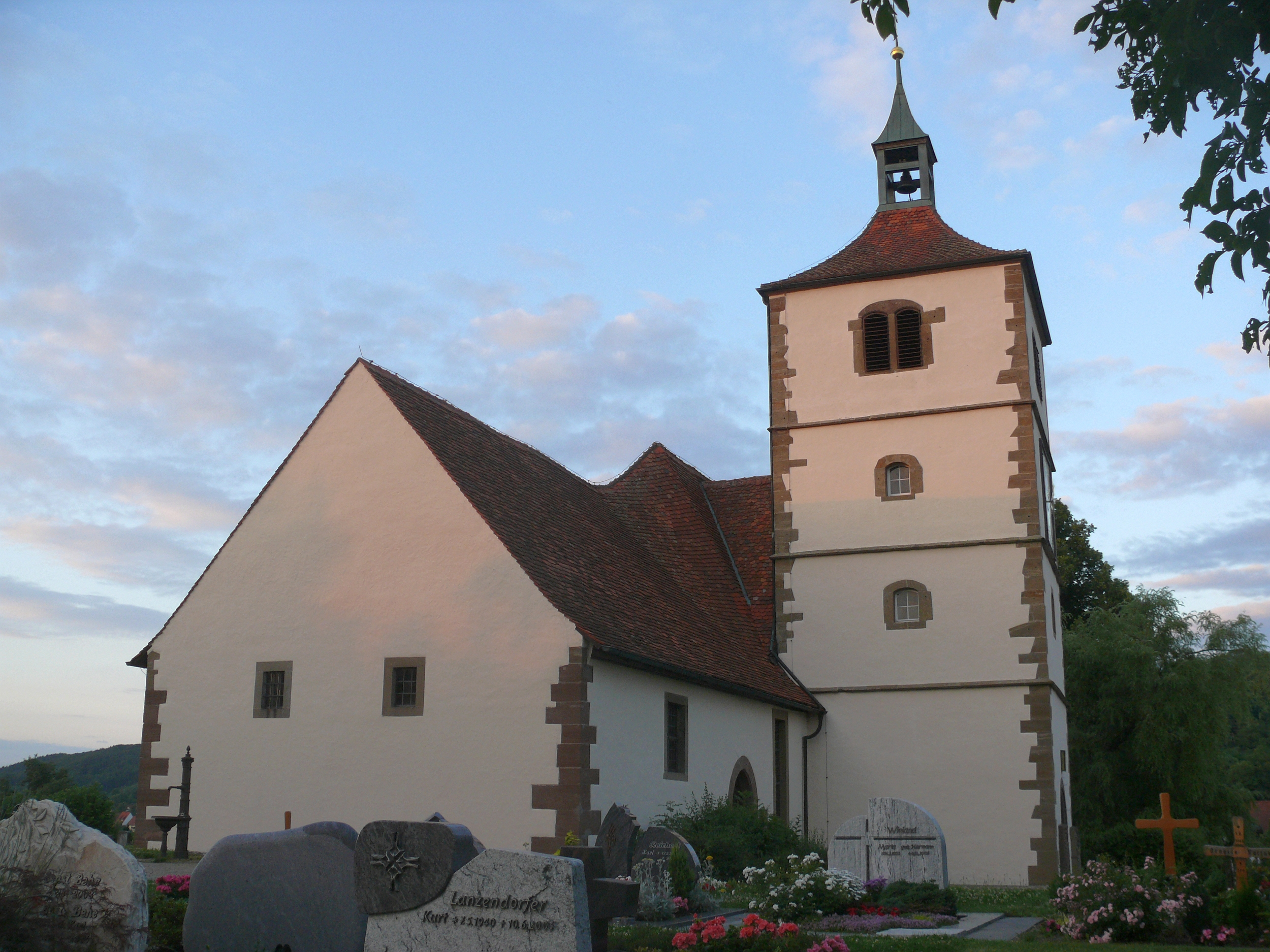
Die evangelische Pfarrkirche St. Martin in Stöckenburg, ehemals zum Bistum Würzburg gehörig

Der erste Beitrag zur Patrozinienkunde stammt von Adrian Baillet, der 1703 eine Topographie der Heiligenkulte Frankreichs mit den jeweiligen Zentren ihrer Verehrung veröffentlichte. Johann Georg von Eckhart stellte 1729 die These auf, dass das Martinspatrozinium von 13 der 26 fränkischen Königskirchen im Bistum Würzburg auf deren Gründung durch den Missionar Willibrord hindeute, da Willibrords Utrechter Bischofskirche dem Patrozinium des heiligen Martin von Tours unterstellt war. Der Rückschluss auf Willibrord als Kirchengründer ist aus heutiger Sicht irrig. Wegweisend war von Eckhart aber darin, dass er eine Beziehung zwischen Missionszentrum (Utrecht) und Missionskirchen vermutete, die im Martinspatrozinium zum Ausdruck gekommen sei.
Als eigentlicher Begründer der Patrozinienforschung gilt Karl Heinrich von Lang, der von Eckharts Impuls rund hundert Jahre später wieder aufgriff mit Rede über die Schutz Patronen der alten Baierischen Kirchen (1829). Von Lang nutzte eine von ihm erstellte, allerdings selektive Statistik der Kirchenpatrozinien Altbayerns, um die Missionsgeschichte des Christentums in dieser Region nachzuzeichnen. Diese knappe Ausarbeitung war einer romantischen Geschichtsbetrachtung verpflichtet. Dabei stellte von Lang freilich aus heutiger Sicht unhaltbare Thesen auf: Ein Nikolauspatrozinium verweise auf eine Missionierung aus dem byzantinischen Raum, ein Petruspatrozinium dagegen zeige die Orientierung an der Kirche von Rom und habe einen antiarianischen Aspekt.
Joseph Ernst von Koch-Sternfeld erhob die Kirchenpatrozinien für 14 deutschsprachige Diözesen im Alpen-, Rhein- und Donauraum von den Anfängen bis ins 8. Jahrhundert. Seine 1855 veröffentlichte Arbeit Das Christenthum und seine Ausbreitung stellte eine Alternative zur Akkomodationsthese (Max Fastlinger, siehe unten) dar: Einige Heiligenpatrozinien (Petrus und Paulus, Georg, Jakobus Maior und Minor) seien an ehemaligen römischen Kastellen gepflegt worden, und es habe daher eine Umprägung eines heidnisch-römischen Gemeinwesens in ein christliches Sakralwesen stattgefunden. Von Koch-Sternfelds Werk übernahm jedoch die zeitlichen Ansetzungen der damaligen Geschichtswissenschaft, die heute nicht mehr vertreten werden, was die Brauchbarkeit seines Werks für die heutige Patrozinienforschung stark einschränkt.

### Etablierung, Forschungsschwerpunkt frühmittelalterliche Mission
In der zweiten Hälfte des 19. Jahrhunderts und ersten Hälfte des 20. Jahrhunderts erschienen mehrere Arbeiten, die die Patrozinienforschung mit den Fragestellungen der Regional- und Kirchengeschichte sowie Volkskunde betrieben und sie als historische Quellenkunde etablierten. Einen wichtigen Fortschritt brachte Heinrich Kampschultes Arbeit Die westfälischen Kirchen-Patrocinien (1867, Nachdruck 1963). Der Verfasser klassifizierte die Kirchenpatrozinien eines Territoriums nach Kultur- und Herkunftskreisen: römische, fränkische, angelsächsische, Stände-, Ordenspatrozinien usw. Diese Methodik wurde in der späteren Forschung modifiziert und weitergeführt.
Wenig ergiebig war der Versuch Max Fastlingers (Die Kirchenpatrozinien in ihrer Bedeutung für Altbayerns ältestes Kirchenwesen, 1897), aus den Patrozinien der ältesten Kirchen auf germanische Gottheiten rückzuschließen, deren Kultstätten durch den jeweiligen Kirchenbau christlich okkupiert worden seien (Akkomodationsthese). Unzutreffend war das von Fastlinger postulierte „Zweikirchensystem“, das zwischen Taufkirchenpatrozinium (Johannes der Täufer) und Seelsorgepatrozinien (Gottesmutter Maria, Petrus und Paulus, Laurentius von Rom, Martin von Tours usw.) unterschied und dabei das Pfarrsystem, das sich erst im Spätmittelalter herausbildete, ins Frühmittelalter zurückprojizierte.
Als Klassiker der Patrozinienforschung gilt Johann Dorns Veröffentlichung Beiträge zur Patrozinienforschung (1916, Nachdruck 1965). Dorn bot eine kritische Zusammenfassung der älteren Forschungsbeiträge und wies auf Desiderate künftiger Forschung hin. Als wesentlichen Ertrag der älteren Patrozinienforschung hält Herbert Wurster fest, „daß die Patrone in Heiligenkreise einzuordnen und zusammenzufassen sind, in den biblischen, römischen, fränkischen, angelsächsischen, süddeutschen oder orientalischen Heiligenkreis.“

### Das 11. Jahrhundert als Umbruchszeit
Jost Trier (Patrozinienforschung und Kulturgeographie, 1926) untersuchte, wie sich der Jodokuskult, ausgehend von der Bretagne, in ganz Europa verbreitete.
Wilhelm Deinhardt (Patrozinienkunde, 1936) berücksichtigte stärker als die bisherige Forschung die Wandelbarkeit von Patrozinien. Anstatt von Befunden des Spätmittelalters auf frühere Jahrhunderte zu schließen, wertete er Quellen der Karolingerzeit für die Konstanz bzw. Veränderung von Patrozinien im weiteren geschichtlichen Verlauf aus.
Gerd Zimmermann betrachtete das 11. Jahrhundert als Epochenwende. Sein Forschungsgebiet war das Bistum Würzburg. Bis zum 11. Jahrhundert herrschte eine „objektive Patrozinienwahl“ vor (Grundpatrozinien, Reliquienpatrozinien, Pertinenzpatrozinien, Königspatrozinien); seit dem 11. Jahrhundert stellt Zimmermann eine „subjektive Patrozinienwahl“ fest (Reformpatrozinien, Ritterpatrozinien, Volkspatrozinien). Aufgrund des hoch- und spätmittelalterlichen „Subjektivismus“ lassen sich demnach Moden bei der Patrozinienwahl beobachten.

### Haupt- und Nebenpatrozinien
In der Folge wurde die Forschung stärker auf das Problem aufmerksam, dass eine Kirche mehrere Patrozinien haben konnte, deren Verhältnis zueinander nicht unveränderlich war. Eugen Ewig untersuchte in mehreren Studien die Patrozinien Galliens seit der Spätantike und lenkte dabei die Aufmerksamkeit auf Haupt- und Nebenpatrozinien von Kirchen. Peter Moraw stellte fest, dass das Salvatorpatrozinium im Frühmittelalter selbstverständlich gewesen sei, auch wenn es in den Quellen nicht genannt worden sei. Er unterschied zwischen dem Heiligen, dessen Reliquien eine Kirche besaß, und jenem Heiligen, der in den Urkunden als Kirchenpatron genannt wurde, weil er für die betreffende Kirche in besonderer Weise kennzeichnend war. Ferdinand Pauly stellte für das alte Bistum Trier fest, dass es nur wenige Gründungspatrozinien gegeben habe, die von der Spätantike bis ins ausgehende Mittelalter konstant geblieben seien. Die Art, wie Patrozinien im Lauf der Zeit bei einer Kirche in den Vordergrund treten oder verdrängt werden, zeige keine Gesetzmäßigkeit und müsse daher immer am Einzelfall untersucht werden.

### Stadtkernforschung
Im europäischen Rahmen wurde seit den 1960er Jahren die Patrozinienkunde für die Stadtkernforschung herangezogen, so etwa von Alba Maria Orselli, Hans Conrad Peyer und Paolo Golinelli mit Bezug auf italienische Städte. Christoph Dartmann betonte, dass mittelalterliche Stadtgesellschaften namentlich in Italien durch interne Konflikte gekennzeichnet gewesen seien und Heiligenkulte Faktoren in diesen Auseinandersetzungen gewesen seien. Das erschwere die Übertragbarkeit lokaler Befunde.
Karlheinz Blaschke untersuchte die Wechselwirkung zwischen Kirchenpatrozinien und Stadtentwicklung im sächsischen Raum. Blaschke forscht seit 1967 zu den Nikolauspatrozinien und weist dem Kult des Nikolaus von Myra eine enge Beziehung zu Kaufmannssiedlungen und damit zur Stadtentstehung im 11. und 12. Jahrhundert zu. Unter dem Titel des heiligen Nikolaus sei in weiten Teilen Europas eine volkskirchliche Struktur neu aufgebaut worden. Dafür prägte er die Begriffe „Nikolai-Europa“ (Mittel-, Nord- und Osteuropa mit Teilen Westeuropas) und „Nikolausbewegung“. Blaschkes These ist – jedenfalls in dieser Zuspitzung – sehr umstritten.

### TASC
Unter Federführung von Graham R. Jones (University of Leicester) wurde ein Atlas der europäischen Heiligenpatrozinien (TASC = Trans-national Database and Atlas of Saints’ Cults) begonnen. Helmut Flachenecker, der zu diesem Projekt beitrug, formulierte die damit verbundenen Erwartungen so: „Frömmigkeit und deren Ausformungen als Ausdruck kultureller Signifikanz könnten näher untersucht werden – und zwar nicht nur auf einer transnationalen, sondern auch auf einer transkonfessionellen Ebene. Glaube als Kulturform wäre durch Datenbank wie Karten besser greif- und verstehbar.“ Im Jahr 2005 wurde die Arbeit an TASC jedoch eingestellt.

## Begriffsprägungen
Die Patrozinienforschung verwendet eine Fachsprache, die vom theologischen bzw. kirchenrechtlichen Sprachgebrauch abweicht. Die theologisch verschiedenen Konzepte Patrozinium und titulus ecclesiae werden von ihr gleichgesetzt. Beispielsweise liest man bei Peter Ilisch: „Kirchen haben seit der Spätantike einen Weihetitel, das sogenannte Patrozinium.“ Eine Konsequenz dieser Gleichsetzung ist der in der Patrozinienforschung übliche Begriff Salvatorpatrozinium, den aber zum Beispiel auch der Kirchenhistoriker Arnold Angenendt gebraucht. Da Jesus Christus als Erlöser (Salvator) eine der göttlichen Personen ist, ist ein Salvator-Patrozinium nach heutigem römisch-katholischem Kirchenrecht ausgeschlossen. Wohl aber kann ein Kirchengebäude als Salvatorkirche benannt werden (titulus ecclesiae).